# ثورة يوريكا
ثورة يوريكا (بالإنجليزية: Eureka Rebellion)‏ وتعرف أيضا باسم تمرد يوريكا هي ثورة حدثت عام 1854، بتحريض من عمال مناجم الذهب في بالارات، فيكتوريا، أستراليا، الذين ثاروا ضد السلطة الاستعمارية للمملكة المتحدة. وبلغت ذروتها في معركة يوريكا ستوكيد ، التي دارت بين المتمردين والقوات الاستعمارية الأسترالية في 3 ديسمبر 1854 في يوريكا ليد. سميت هذه الثورة على اسم هيكل حاجز بناه عمال المناجم في الفترة التي سبقت الصراع. أسفر التمرد عن مقتل ما لا يقل عن 27 شخصًا وإصابة العديد بجراح، معظم الضحايا كانوا من المتمردين.
عندما واجه المتمردون الأسرى المحاكمة في ملبورن، أدى الدعم الجماهيري الجماعي إلى إطلاق سراحهم وأسفر عن صدور قانون الانتخابات لعام 1856، الذي نص على حق الاقتراع للمستعمرين الذكور في مجلس النواب في برلمان فيكتوريا. يعتبر هذا القانون ثاني قانون تم تأسيسه للديمقراطية السياسية في أستراليا. يتم الإشارة إلى تمرد يوريكا بشكل مثير للجدل عند الحديث عن ولادة الديمقراطية في أستراليا وفسره الكثيرون على أنه ثورة سياسية.
يحتوي متحف الديمقراطية الأسترالية في مدينة يوريكا على علم صممه عمال المناجم وأقسموا الولاء له قبل التمرد، كان يُعرف في ذلك الوقت باسم «العلم الأسترالي»، وقد أصبح رمزًا وطنيًا، تحدث بين الحين والآخر نقاشات حول تغيير العلم الأسترالي الحالي ليكون مثل «علم عمال المناجم»

## الموقع
في عام 1931 ادعى إس. أر. ريد أن «جذع شجرة قديم على الجانب الجنوبي من شارع فيكتوريا، بالقرب من شارع همفراي، هو الشجرة التاريخية التي تجمع عندها الحفارون الأوائل في الأيام التي سبقت يوريكا ستوكيد، لمناقشة مظالمهم ضد السلطة الرسمية في ذلك الوقت». ودعا ريد إلى تشكيل لجنة من المواطنين «لتجميل البقعة، وللحفاظ على جذع الشجرة» حيث خاطب لالور المتمردين المجتمعين خلال مراسم أداء اليمين. وقيل أيضًا إن الجذع «أحيط بسياج للحفاظ عليه، وستزرع المنطقة المسيجة بأشجار مزهرة. والبقعة مجاورة ليوريكا، المشهورة بسبب معركة ستوكيد ووجود قطعة الذهب الشهيرة المسماة بالكتلة الترحيبية (بيعت مقابل 10.500 جنيه إسترليني) في عام 1858 على مقربة منها». وقد وجد تقرير بتكليف من مدينة بالارات في عام 2015 أنه نظرًا إلى الأدلة الوثائقية وأهميتها، فإن الموقع الأكثر ترجيحًا لمراسم أداء اليمين هو 29 طريق سانت بول، بيكري هيل. واعتبارًا منذ عام 2016، أصبحت المنطقة عبارة عن موقف سيارات في انتظار التطوير السكني.

ما يزال الموقع الدقيق ليوريكا ستوكيد (حوش يوريكا) نفسه غير معروف. فقد أزيلت المواد المستخدمة لبناء الحوش بسرعة لاستخدامها في المناجم، وكانت المنطقة المحيطة بأكملها تعمل على نطاق واسع لدرجة أن المشهد الأصلي أصبح غير معروف، ما يجعل تحديد الموقع التاريخي للحوش شبه مستحيل. وفي عام 1870، ادعى المؤرخ ويليام ويذرز المولود في بالارات:
«كانت المساحة تبلغ نحو فدانًا، محاطة بألواح غير متقنة الترتيب، وتقع عند النقطة التي ينحني عندها مسار يوريكا ليد على طريق ملبورن القديم، الذي يُعرف الآن بشارع يوريكا. الموقع في منتصف الطريق بين ما يعرف الآن بشارعي ستاويل وكوين في الشرق والغرب، وعلى مقربة من شارع يوريكا في الجنوب».

## «تذكروا تل فينيغر»: عوامل الجانب الأيرلندي تتناقص عددًا في الحوش
أفادت دورية أرغوس في 4 ديسمبر 1854 بأنه «تحتم» رفع علم الاتحاد (يونيون جاك) تحت علم يوريكا في الحوش، وأن كلا العلمين كانا بحلول ذلك الوقت في حوزة الشرطة الراجلة.
شكك البعض في مصداقية هذا التقرير الوحيد حول وجود علم الاتحاد وقتها. دفاعًا عن هذا السيناريو البديل، لربما امتلك المحقق الصحفي تقارير شهود عيان عن الاستيلاء على كلا العلمين، وأنه لربما رُفع في اللحظات الأخيرة استجابة للولاءات المنقسمة في صفوف قوة التمرد التي كانت تتلاشى شيئًا فشيئًا، (في إحدى المراحل كان هناك 1,500 رجل حاضر في بالارات من أصل 17,280، وشارك 150 شخص فقط في المعركة)، تسبب اختيار لالور لكلمة سر ليلة 2 ديسمبر – «تل فينيغر» – بانهيار دعم التمرد بين هؤلاء الذين كانوا على استعداد لمقاومة الجيش، مع انتشار الخبر القائل بأن قضية الحكم الذاتي الأيرلندي أصبحت جزءًا من النزاع (أي أعطى هذا الأمر بُعدًا أيرلنديًا للنزاع).
يُسلم غريغوري بلاك، مؤرخ عسكري ومؤلف حوش يوريكا: معركة شرسة ودموية، برفرفة العلمين يوم المعركة، إذ كان عمال المناجم يزعمون أيضًا بدفاعهم عن حقوقهم البريطانية، مع إفادة مقال آخر في آرغوس في 9 ديسمبر 1854، بأن الشرطي هيو كينغ وجد علمًا كعلم الاتحاد يُحمل من قِبل سجين؛ ووفقًا لموسوعة يوريكا، مزق الرقيب جون ماكنيل آنذاك علمًا في سبنسر ستريت باراكس في ملبورن، قيل بأنه علم يوريكا، لكنه لربما كان علم الاتحاد (يونيون جاك).
من المؤكد أن الأيرلنديين قد مُثلوا تمثيلًا قويًا في معركة حوش يوريكا. اكتشف مؤرخو يوريكا أنه إضافة إلى احتواء معظم عمال المناجم داخل الحوش في النهاية، فقد كانت المنطقة التي أُنشأ الموقع الدفاعي فيها مأهولة من قِبل أغلبية أيرلندية في البداية. طرح الأستاذ جوفري بلايني الرأي القائل بأن الصليب الأبيض الموجود خلف النجوم على علم يوريكا «هو بالفعل صليب أيرلندي وليس مجرد تشكيل للصليب الجنوبي».

## فصيلة الترحيل التابعة لحراس كاليفورنيا المستقلين تترك حامية صغيرة وراءها
خلال يوم 2 ديسمبر، تدربت قوة التمرد في الحوش وحوله. وصل مئتي أمريكي آخر، حراس كاليفورنيا المستقلين، تحت قيادة جايمس ماغيل، نحو الرابعة بعد الظهر. كان الأمريكيون مسلحين بالمسدسات والسكاكين المكسيكية وامتلكوا جيادًا. في قرار مصيري، قرر ماكغيل أخذ معظم حراس كاليفورنيا بعيدًا عن الحوش لاعتراض التعزيزات البريطانية التي أُشيع قدومها من ملبورن. لاحظ جواسيس ريدي هذه الإجراءات. في تلك الليلة عاد العديد من عمال المناجم إلى خيمهم بعد احتفال ليلة السبت التقليدية، على افتراض أن قوات جيش الملكة لن تُرسَل للهجوم يوم الشبات (الأحد). بقيت فرقة صغيرة من عمال المناجم في الحوش طوال الليل، أبلغ عنهم الجواسيس إلى ريد.

### الحوش
كان الحوش بذاته منشأة متداعية شُيدت بعجلة على مدى الأيام التالية من الجذوع والعربات المقلوبة. لم يُقصد بالهيكل أبدًا أن يكون حصنًا أو تطويقًا عسكريًا. على حد تعبير لالور: «لم يكن الأمر أكثر من سياج مطوق لنبقي رجالنا سويًا، ولم يُشيد أبدًا بهدف الدفاع العسكري». حدد لالور مسبقًا خطة تقول أنه «إذا جاءت قوات الحكومة لمهاجمتنا، سنلاقيهم في غرافل بيتس، وإذا اضطررنا، سننسحب على طريق المرتفعات إلى الوادي الكندي القديم، وهناك سنقف وقفتنا الأخيرة».

### حصار حوش يوريكا
منذ بداية ديسمبر، انضم جنود من حاميات الجيش البريطاني في فيكتوريا إلى وحدة الشرطة في بالارات، من بينهم كتائب من فوج المشاة الثاني عشر (إيست سوفولك) وفوج المشاة الأربعين (سومرستشاير الثانية).
في الثالثة صباحًا من يوم الأحد، 3 ديسمبر، اقتربت فرقة مؤلفة من 276 جندي وشرطي، تحت قيادة النقيب جون دبليو. توماس من حوش يوريكا واندلعت معركة إثر ذلك.
من غير المؤكد من بدء المعركة أولًا، لكنها كانت ضارية، وقصيرة، وأحادية الجانب للغاية. تفوق فوج عسكري على جيش عمال المناجم المتداع وهُزم في نحو 10 دقائق. رواية ثيوفيلوس تايلور مقتضبة. «نشرت سرية من المشاة والعساكر الحرب إلى مخيم العدو. وفي وقت قصير جدًا أُصيب العشرات وأُسر المئات».
خلال ذروة المعركة، أُصيب لالور في ذراعه اليسرى، التجأ تحت بعض الجذوع وهُرّب خارج الحوش وخُبئ. قُطعت ذراعه لاحقًا.
تروي القصص كيف ركضت النساء في كل الاتجاهات وألقين أنفسهن على المصابين لمنع المزيد من القتل العشوائي. قالت بعثة التحقيق في وقت لاحق أنها كانت «تضحية لا لزوم لها بالأرواح البشرية فضلًا عن كونها وحشية لم تميز بين بريء ومذنب، وبعد أن غابت كل المقاومة». باكرًا في المعركة أُردي «النقيب» هنري روس قتيلًا.
وفقًا لتقرير لالور، توفي 14 عامل منجم (معظمهم أيرلنديون) داخل الحوش وتوفي ثمانية أخرون لاحقًا متأثرين بإصاباتهم. أُصيب عشرات آخرين لكنهم تعافوا. بعد ثلاثة أشهر من معركة حوش يوريكا، كتب بيتر لالور: «بما أن الأعمال الوحشية التي مورست من قِبل القوات معروفة جيدًا، فمن غير الضروري بالنسبة لي أن أكررها. كان هناك 34 ضحية من عمال المناجم توفي 22 منهم. تعود نسبة القتلى إلى المصابين الاستثنائية، إلى بطش الجيش وقوات الشرطة بعد الاستسلام».
أثناء المعركة، أنزل الشرطي جون كينع، علم يوريكا. بحلول الساعة الثامنة صباحًا، أنقذ النقيب تشارلز بازلي، نائب قائد القوات البريطانية، المشمئز من المجازر، مجموعة من السجناء كاد يُقطع رأسهم بواسطة الحربة وهدد بإطلاق الرصاص على أي شرطي أو جندي يستمر بالذبح. أُقرّت مساعدة باسلي القيمة في إرساليات طُبعت ووُقعت من قِبل المجلس التشريعي الفيكتوري.
اقتيد 114 مُنقِّب، بعضهم مصاب، إلى مخيم الحكومة على بعد 2 كم تقريبًا، حيث أُبقي عليهم في معتقل مكتظ، قبل نقلهم إلى حظيرة أكثر اتساعًا في صباح يوم الاثنين.
أُعلنت الأحكام العسكرية عبر المخيم يوم الاثنين، بعدم السماح للأضواء بالاشتعال في أي خيمة بعد الثامنة مساءً. أُفيد بحدوث اشتباكات إطلاق نار ضمن المخيم نحو ذلك الوقت. تشير الروايات المباشرة إلى مقتل أو إصابة امرأة وطفلها وعدة رجال في حادثة من الإطلاق العشوائي.